# 哈蒙迪
哈蒙迪（西班牙語：Jamundí）是哥倫比亞考卡河谷省的城鎮，位於該國西部，距離首府卡利17公里，始建於1536年3月5日，面積655平方公里，海拔高度975米，2005年人口約120,000。
3°16′N 76°33′W / 3.267°N 76.550°W